# Salome Zurabishvili
Salome Zurabishvili (em georgiano:  სალომე ზურაბიშვილი; Paris, 18 de março de 1952) é uma política georgiana e francesa, ex-diplomata pela França e atual presidente da Geórgia, desde 2018. Foi Ministra do Exterior da Geórgia, de 2004 a 2005. Foi deputada independente no Parlamento da Geórgia.
Zourabichvili nasceu em Paris, França, em uma família de refugiados políticos georgianos. Ela ingressou no serviço diplomático francês na década de 1970 e, ao longo de três décadas, ocupou uma variedade de cargos diplomáticos cada vez mais importantes. De 2003 a 2004, ela serviu como embaixadora da França na Geórgia. Em 2004, por acordo mútuo entre os presidentes da França e da Geórgia ela aceitou a nacionalidade georgiana e tornou-se ministra das Relações Exteriores da Geórgia. Durante seu mandato no Ministério das Relações Exteriores da Geórgia (MFA), ela negociou um tratado que levou à retirada das forças russas das partes indisputadas do continente georgiano.
Depois de um desentendimento com o então presidente da Geórgia, Mikheil Saakashvili, em 2006, Zourabichvili fundou o partido político Caminho da Geórgia, que liderou até 2010. Por fim, ela foi eleita para o Parlamento da Geórgia em 2016 como independente. Em 2018, Zourabichvili concorreu à presidência como candidato independente e prevaleceu no segundo turno contra o candidato do Movimento Nacional Unido, Grigol Vashadze. Durante sua campanha presidencial, Zurabichvili foi endossada pelo partido governante Sonho Georgiano; no entanto, após a crise política georgiana de 2020-2021, Zourabichvili tornou-se cada vez mais alienada do governo georgiano, o que também se intensificou após os protestos georgianos de 2023. O conflito interinstitucional acabou levando o Parlamento a lançar um processo de Impeachment contra Zourabichvili em setembro de 2023, mas eles não conseguiram reunir votos suficientes para impugná-la.